# Силвер Сити (Мисисипи)
Силвер Сити (енгл. Silver City) град је у америчкој савезној држави Мисисипи.

## Демографија
По попису из 2010. године број становника је 337, што је 0 (0,0%) становника више него 2000. године.
| Група             | 2000.       | 2010.       |
| Белци             | 73 (21,7%)  | 90 (26,7%)  |
| Афроамериканци    | 264 (78,3%) | 244 (72,4%) |
| Азијати           | 0 (0,0%)    | 3 (0,9%)    |
| Хиспаноамериканци | 0 (0,0%)    | 0 (0,0%)    |
| Укупно            | 337         | 337         |